# Ranunculus waghiensis
Ranunculus waghiensis är en ranunkelväxtart som beskrevs av Hj. Eichl.. Ranunculus waghiensis ingår i släktet ranunkler, och familjen ranunkelväxter. Inga underarter finns listade i Catalogue of Life.